# Otto Wilhelm von Struve
Otto Wilhelm von Struve (Durpat, Estonia, 7 de mayo de 1819 - Karlsruhe, Alemania, 14 de abril de 1905) fue un astrónomo alemán del Báltico. Su nombre en ruso se escribe normalmente Otto Vasílevich Struve (en ruso: О́тто Васи́льевич Стру́ве).

## Semblanza
Struve forma parte de una famosa dinastía de astrónomos. Era hijo de Friedrich Georg Wilhelm von Struve, y el abuelo de Otto Struve. Tuvo dos hijos: Ludwig Struve (1 de noviembre de 1858 - 4 de noviembre de 1920), padre de Otto Struve, y Hermann Struve (3 de octubre de 1854 - 12 de agosto de 1920).
Trabajó como asistente de su padre, y le sucedió en el Observatorio de Pulkovo hasta 1889. En 1885 se instaló en el observatorio un telescopio refractor de 30 pulgadas, el más grande del mundo. Siguió con el trabajo de su padre y continuó con la búsqueda de estrellas dobles. También observó satélites de Urano y de Neptuno, y midió los anillos de Saturno.
Ganó la Medalla de oro de la Real Sociedad Astronómica en 1850.

## Árbol genealógico parcial
|                                     |                                     |                                     |                                     |                                     |                                     |  |  |                                     |                                     |                                     |                                     |                                     |                                     |  |  | Jacob (1755–1841) Matemático                | Jacob (1755–1841) Matemático                | Jacob (1755–1841) Matemático                | Jacob (1755–1841) Matemático                | Jacob (1755–1841) Matemático                | Jacob (1755–1841) Matemático                |  |  |                                                |                                                |                                                |                                                |                                                |                                                |  |  |                               |                               |                               |                               |                               |                               |  |  | Anton Sebastian Presidente del Reichstag        | Anton Sebastian Presidente del Reichstag        | Anton Sebastian Presidente del Reichstag        | Anton Sebastian Presidente del Reichstag        | Anton Sebastian Presidente del Reichstag        | Anton Sebastian Presidente del Reichstag        |  |  |  |  |  |  |  |  |  |  |  |  |  |  |  |  |  |  |  |  |  |  |  |  |  |  |  |  |  |  |  |  |
|                                     |                                     |                                     |                                     |                                     |                                     |  |  |                                     |                                     |                                     |                                     |                                     |                                     |  |  | Jacob (1755–1841) Matemático                | Jacob (1755–1841) Matemático                | Jacob (1755–1841) Matemático                | Jacob (1755–1841) Matemático                | Jacob (1755–1841) Matemático                | Jacob (1755–1841) Matemático                |  |  |                                                |                                                |                                                |                                                |                                                |                                                |  |  |                               |                               |                               |                               |                               |                               |  |  | Anton Sebastian Presidente del Reichstag        | Anton Sebastian Presidente del Reichstag        | Anton Sebastian Presidente del Reichstag        | Anton Sebastian Presidente del Reichstag        | Anton Sebastian Presidente del Reichstag        | Anton Sebastian Presidente del Reichstag        |  |  |  |  |  |  |  |  |  |  |  |  |  |  |  |  |  |  |  |  |  |  |  |  |  |  |  |  |  |  |  |  |
|                                     |                                     |                                     |                                     |                                     |                                     |  |  |                                     |                                     |                                     |                                     |                                     |                                     |  |  |                                             |                                             |                                             |                                             |                                             |                                             |  |  |                                                |                                                |                                                |                                                |                                                |                                                |  |  |                               |                               |                               |                               |                               |                               |  |  |                                                 |                                                 |                                                 |                                                 |                                                 |                                                 |  |  |  |  |  |  |  |  |  |  |  |  |  |  |  |  |  |  |  |  |  |  |  |  |  |  |  |  |  |  |  |  |
| Carl (1785–1838) Filólogo           | Carl (1785–1838) Filólogo           | Carl (1785–1838) Filólogo           | Carl (1785–1838) Filólogo           | Carl (1785–1838) Filólogo           | Carl (1785–1838) Filólogo           |  |  | Ernst (1786–1822)                   | Ernst (1786–1822)                   | Ernst (1786–1822)                   | Ernst (1786–1822)                   | Ernst (1786–1822)                   | Ernst (1786–1822)                   |  |  | Gustav (1788–1829)                          | Gustav (1788–1829)                          | Gustav (1788–1829)                          | Gustav (1788–1829)                          | Gustav (1788–1829)                          | Gustav (1788–1829)                          |  |  | Friedrich Georg Wilhelm (1793–1864) Astrónomo  | Friedrich Georg Wilhelm (1793–1864) Astrónomo  | Friedrich Georg Wilhelm (1793–1864) Astrónomo  | Friedrich Georg Wilhelm (1793–1864) Astrónomo  | Friedrich Georg Wilhelm (1793–1864) Astrónomo  | Friedrich Georg Wilhelm (1793–1864) Astrónomo  |  |  | Ludwig (1795–1828) Anatomista | Ludwig (1795–1828) Anatomista | Ludwig (1795–1828) Anatomista | Ludwig (1795–1828) Anatomista | Ludwig (1795–1828) Anatomista | Ludwig (1795–1828) Anatomista |  |  | Johann Christoph Gustav (1763–1828) Diplomático | Johann Christoph Gustav (1763–1828) Diplomático | Johann Christoph Gustav (1763–1828) Diplomático | Johann Christoph Gustav (1763–1828) Diplomático | Johann Christoph Gustav (1763–1828) Diplomático | Johann Christoph Gustav (1763–1828) Diplomático |  |  |  |  |  |  |  |  |  |  |  |  |  |  |  |  |  |  |  |  |  |  |  |  |  |  |  |  |  |  |  |  |
| Carl (1785–1838) Filólogo           | Carl (1785–1838) Filólogo           | Carl (1785–1838) Filólogo           | Carl (1785–1838) Filólogo           | Carl (1785–1838) Filólogo           | Carl (1785–1838) Filólogo           |  |  | Ernst (1786–1822)                   | Ernst (1786–1822)                   | Ernst (1786–1822)                   | Ernst (1786–1822)                   | Ernst (1786–1822)                   | Ernst (1786–1822)                   |  |  | Gustav (1788–1829)                          | Gustav (1788–1829)                          | Gustav (1788–1829)                          | Gustav (1788–1829)                          | Gustav (1788–1829)                          | Gustav (1788–1829)                          |  |  | Friedrich Georg Wilhelm (1793–1864) Astrónomo  | Friedrich Georg Wilhelm (1793–1864) Astrónomo  | Friedrich Georg Wilhelm (1793–1864) Astrónomo  | Friedrich Georg Wilhelm (1793–1864) Astrónomo  | Friedrich Georg Wilhelm (1793–1864) Astrónomo  | Friedrich Georg Wilhelm (1793–1864) Astrónomo  |  |  | Ludwig (1795–1828) Anatomista | Ludwig (1795–1828) Anatomista | Ludwig (1795–1828) Anatomista | Ludwig (1795–1828) Anatomista | Ludwig (1795–1828) Anatomista | Ludwig (1795–1828) Anatomista |  |  | Johann Christoph Gustav (1763–1828) Diplomático | Johann Christoph Gustav (1763–1828) Diplomático | Johann Christoph Gustav (1763–1828) Diplomático | Johann Christoph Gustav (1763–1828) Diplomático | Johann Christoph Gustav (1763–1828) Diplomático | Johann Christoph Gustav (1763–1828) Diplomático |  |  |  |  |  |  |  |  |  |  |  |  |  |  |  |  |  |  |  |  |  |  |  |  |  |  |  |  |  |  |  |  |
|                                     |                                     |                                     |                                     |                                     |                                     |  |  |                                     |                                     |                                     |                                     |                                     |                                     |  |  |                                             |                                             |                                             |                                             |                                             |                                             |  |  |                                                |                                                |                                                |                                                |                                                |                                                |  |  |                               |                               |                               |                               |                               |                               |  |  |                                                 |                                                 |                                                 |                                                 |                                                 |                                                 |  |  |  |  |  |  |  |  |  |  |  |  |  |  |  |  |  |  |  |  |  |  |  |  |  |  |  |  |  |  |  |  |
| Otto Wilhelm (1819–1905) Astrónomo  | Otto Wilhelm (1819–1905) Astrónomo  | Otto Wilhelm (1819–1905) Astrónomo  | Otto Wilhelm (1819–1905) Astrónomo  | Otto Wilhelm (1819–1905) Astrónomo  | Otto Wilhelm (1819–1905) Astrónomo  |  |  | Genrikh (1822–1908) Químico         | Genrikh (1822–1908) Químico         | Genrikh (1822–1908) Químico         | Genrikh (1822–1908) Químico         | Genrikh (1822–1908) Químico         | Genrikh (1822–1908) Químico         |  |  | Berngard (1827–1889) Gobernante ruso        | Berngard (1827–1889) Gobernante ruso        | Berngard (1827–1889) Gobernante ruso        | Berngard (1827–1889) Gobernante ruso        | Berngard (1827–1889) Gobernante ruso        | Berngard (1827–1889) Gobernante ruso        |  |  | Karl (1835–1907) Político                      | Karl (1835–1907) Político                      | Karl (1835–1907) Político                      | Karl (1835–1907) Político                      | Karl (1835–1907) Político                      | Karl (1835–1907) Político                      |  |  | Johann Ludwig (1812–1898)     | Johann Ludwig (1812–1898)     | Johann Ludwig (1812–1898)     | Johann Ludwig (1812–1898)     | Johann Ludwig (1812–1898)     | Johann Ludwig (1812–1898)     |  |  | Gustav (1805–1870) Político                     | Gustav (1805–1870) Político                     | Gustav (1805–1870) Político                     | Gustav (1805–1870) Político                     | Gustav (1805–1870) Político                     | Gustav (1805–1870) Político                     |  |  |  |  |  |  |  |  |  |  |  |  |  |  |  |  |  |  |  |  |  |  |  |  |  |  |  |  |  |  |  |  |
| Otto Wilhelm (1819–1905) Astrónomo  | Otto Wilhelm (1819–1905) Astrónomo  | Otto Wilhelm (1819–1905) Astrónomo  | Otto Wilhelm (1819–1905) Astrónomo  | Otto Wilhelm (1819–1905) Astrónomo  | Otto Wilhelm (1819–1905) Astrónomo  |  |  | Genrikh (1822–1908) Químico         | Genrikh (1822–1908) Químico         | Genrikh (1822–1908) Químico         | Genrikh (1822–1908) Químico         | Genrikh (1822–1908) Químico         | Genrikh (1822–1908) Químico         |  |  | Berngard (1827–1889) Gobernante ruso        | Berngard (1827–1889) Gobernante ruso        | Berngard (1827–1889) Gobernante ruso        | Berngard (1827–1889) Gobernante ruso        | Berngard (1827–1889) Gobernante ruso        | Berngard (1827–1889) Gobernante ruso        |  |  | Karl (1835–1907) Político                      | Karl (1835–1907) Político                      | Karl (1835–1907) Político                      | Karl (1835–1907) Político                      | Karl (1835–1907) Político                      | Karl (1835–1907) Político                      |  |  | Johann Ludwig (1812–1898)     | Johann Ludwig (1812–1898)     | Johann Ludwig (1812–1898)     | Johann Ludwig (1812–1898)     | Johann Ludwig (1812–1898)     | Johann Ludwig (1812–1898)     |  |  | Gustav (1805–1870) Político                     | Gustav (1805–1870) Político                     | Gustav (1805–1870) Político                     | Gustav (1805–1870) Político                     | Gustav (1805–1870) Político                     | Gustav (1805–1870) Político                     |  |  |  |  |  |  |  |  |  |  |  |  |  |  |  |  |  |  |  |  |  |  |  |  |  |  |  |  |  |  |  |  |
|                                     |                                     |                                     |                                     |                                     |                                     |  |  |                                     |                                     |                                     |                                     |                                     |                                     |  |  |                                             |                                             |                                             |                                             |                                             |                                             |  |  |                                                |                                                |                                                |                                                |                                                |                                                |  |  |                               |                               |                               |                               |                               |                               |  |  |                                                 |                                                 |                                                 |                                                 |                                                 |                                                 |  |  |  |  |  |  |  |  |  |  |  |  |  |  |  |  |  |  |  |  |  |  |  |  |  |  |  |  |  |  |  |  |
| Karl Hermann (1854–1920) Astrónomo  | Karl Hermann (1854–1920) Astrónomo  | Karl Hermann (1854–1920) Astrónomo  | Karl Hermann (1854–1920) Astrónomo  | Karl Hermann (1854–1920) Astrónomo  | Karl Hermann (1854–1920) Astrónomo  |  |  | Gustav Ludwig (1858–1920) Astrónomo | Gustav Ludwig (1858–1920) Astrónomo | Gustav Ludwig (1858–1920) Astrónomo | Gustav Ludwig (1858–1920) Astrónomo | Gustav Ludwig (1858–1920) Astrónomo | Gustav Ludwig (1858–1920) Astrónomo |  |  | Vasily Berngárdovich (1854–1912) Matemático | Vasily Berngárdovich (1854–1912) Matemático | Vasily Berngárdovich (1854–1912) Matemático | Vasily Berngárdovich (1854–1912) Matemático | Vasily Berngárdovich (1854–1912) Matemático | Vasily Berngárdovich (1854–1912) Matemático |  |  | Peter Berngárdovich (1870–1944) Revolucionario | Peter Berngárdovich (1870–1944) Revolucionario | Peter Berngárdovich (1870–1944) Revolucionario | Peter Berngárdovich (1870–1944) Revolucionario | Peter Berngárdovich (1870–1944) Revolucionario | Peter Berngárdovich (1870–1944) Revolucionario |  |  | Alexander Berngárdovich       | Alexander Berngárdovich       | Alexander Berngárdovich       | Alexander Berngárdovich       | Alexander Berngárdovich       | Alexander Berngárdovich       |  |  |                                                 |                                                 |                                                 |                                                 |                                                 |                                                 |  |  |  |  |  |  |  |  |  |  |  |  |  |  |  |  |  |  |  |  |  |  |  |  |  |  |  |  |  |  |  |  |
| Karl Hermann (1854–1920) Astrónomo  | Karl Hermann (1854–1920) Astrónomo  | Karl Hermann (1854–1920) Astrónomo  | Karl Hermann (1854–1920) Astrónomo  | Karl Hermann (1854–1920) Astrónomo  | Karl Hermann (1854–1920) Astrónomo  |  |  | Gustav Ludwig (1858–1920) Astrónomo | Gustav Ludwig (1858–1920) Astrónomo | Gustav Ludwig (1858–1920) Astrónomo | Gustav Ludwig (1858–1920) Astrónomo | Gustav Ludwig (1858–1920) Astrónomo | Gustav Ludwig (1858–1920) Astrónomo |  |  | Vasily Berngárdovich (1854–1912) Matemático | Vasily Berngárdovich (1854–1912) Matemático | Vasily Berngárdovich (1854–1912) Matemático | Vasily Berngárdovich (1854–1912) Matemático | Vasily Berngárdovich (1854–1912) Matemático | Vasily Berngárdovich (1854–1912) Matemático |  |  | Peter Berngárdovich (1870–1944) Revolucionario | Peter Berngárdovich (1870–1944) Revolucionario | Peter Berngárdovich (1870–1944) Revolucionario | Peter Berngárdovich (1870–1944) Revolucionario | Peter Berngárdovich (1870–1944) Revolucionario | Peter Berngárdovich (1870–1944) Revolucionario |  |  | Alexander Berngárdovich       | Alexander Berngárdovich       | Alexander Berngárdovich       | Alexander Berngárdovich       | Alexander Berngárdovich       | Alexander Berngárdovich       |  |  |                                                 |                                                 |                                                 |                                                 |                                                 |                                                 |  |  |  |  |  |  |  |  |  |  |  |  |  |  |  |  |  |  |  |  |  |  |  |  |  |  |  |  |  |  |  |  |
| Georg Hermann (1886–1933) Astrónomo | Georg Hermann (1886–1933) Astrónomo | Georg Hermann (1886–1933) Astrónomo | Georg Hermann (1886–1933) Astrónomo | Georg Hermann (1886–1933) Astrónomo | Georg Hermann (1886–1933) Astrónomo |  |  | Otto (1897–1963) Astrónomo          | Otto (1897–1963) Astrónomo          | Otto (1897–1963) Astrónomo          | Otto (1897–1963) Astrónomo          | Otto (1897–1963) Astrónomo          | Otto (1897–1963) Astrónomo          |  |  | Vasily Vasílevich (1889–1965) Historiador   | Vasily Vasílevich (1889–1965) Historiador   | Vasily Vasílevich (1889–1965) Historiador   | Vasily Vasílevich (1889–1965) Historiador   | Vasily Vasílevich (1889–1965) Historiador   | Vasily Vasílevich (1889–1965) Historiador   |  |  | Gleb (1898–1985) Poeta                         | Gleb (1898–1985) Poeta                         | Gleb (1898–1985) Poeta                         | Gleb (1898–1985) Poeta                         | Gleb (1898–1985) Poeta                         | Gleb (1898–1985) Poeta                         |  |  |                               |                               |                               |                               |                               |                               |  |  |                                                 |                                                 |                                                 |                                                 |                                                 |                                                 |  |  |  |  |  |  |  |  |  |  |  |  |  |  |  |  |  |  |  |  |  |  |  |  |  |  |  |  |  |  |  |  |
| Georg Hermann (1886–1933) Astrónomo | Georg Hermann (1886–1933) Astrónomo | Georg Hermann (1886–1933) Astrónomo | Georg Hermann (1886–1933) Astrónomo | Georg Hermann (1886–1933) Astrónomo | Georg Hermann (1886–1933) Astrónomo |  |  | Otto (1897–1963) Astrónomo          | Otto (1897–1963) Astrónomo          | Otto (1897–1963) Astrónomo          | Otto (1897–1963) Astrónomo          | Otto (1897–1963) Astrónomo          | Otto (1897–1963) Astrónomo          |  |  | Vasily Vasílevich (1889–1965) Historiador   | Vasily Vasílevich (1889–1965) Historiador   | Vasily Vasílevich (1889–1965) Historiador   | Vasily Vasílevich (1889–1965) Historiador   | Vasily Vasílevich (1889–1965) Historiador   | Vasily Vasílevich (1889–1965) Historiador   |  |  | Gleb (1898–1985) Poeta                         | Gleb (1898–1985) Poeta                         | Gleb (1898–1985) Poeta                         | Gleb (1898–1985) Poeta                         | Gleb (1898–1985) Poeta                         | Gleb (1898–1985) Poeta                         |  |  |                               |                               |                               |                               |                               |                               |  |  |                                                 |                                                 |                                                 |                                                 |                                                 |                                                 |  |  |  |  |  |  |  |  |  |  |  |  |  |  |  |  |  |  |  |  |  |  |  |  |  |  |  |  |  |  |  |  |
| Wilfried (1914–1992) Astrónomo      |                                     |                                     |                                     |                                     |                                     |  |  |                                     |                                     |                                     |                                     |                                     |                                     |  |  |                                             |                                             |                                             |                                             |                                             |                                             |  |  |                                                |                                                |                                                |                                                |                                                |                                                |  |  |                               |                               |                               |                               |                               |                               |  |  |                                                 |                                                 |                                                 |                                                 |                                                 |                                                 |  |  |  |  |  |  |  |  |  |  |  |  |  |  |  |  |  |  |  |  |  |  |  |  |  |  |  |  |  |  |  |  |

## Eponimia
- El cráter lunar Struve lleva este nombre en su memoria,[1] honor compartido con los también astrónomos de su propia familia Friedrich G. W. von Struve (1793-1864) y Otto Struve (1897-1963).
- El asteroide (768) Struveana fue nombrado en honor a su familia.[2]